# Darío Moreno
Darío Moreno (ur. 3 kwietnia 1921 Smyrna, Grecja - obecnie Turcja, zm. 1 grudnia 1968) – francuski piosenkarz i aktor.

## Filmografia
- 1953: Cena strachu jako Hernandez
- 1959: Czy chciałby pan ze mną zatańczyć? jako pan  Florès, mąż Anity
- 1966: Hotel Paradiso jako Turek